# Cupa României 1997-1998
Ediția 1997-1998 a fost a 60-a ediție a Cupei României la fotbal. A fost câștigată de Rapid București, care a învins-o în finală pe FC Universitatea Craiova.

## Desfășurare
Toate meciurile de după faza șaisprezecimilor, exceptând finala (care a avut loc în București), s-au jucat pe teren neutru. În șaisprezecimi au participat 32 de echipe, din care făceau parte și cele din Divizia A. Dacă după 90 de minute scorul era egal se jucau două reprize de prelungiri a câte 15 minute. Dacă după prelungiri scorul era tot egal, soarta calificării se decidea la loviturile de departajare.

## Șaisprezecimi
| Data              | Echipă gazdă      |   | Echipă oaspete        | Rezultat   |
| ----------------- | ----------------- | - | --------------------- | ---------- |
| 12 noiembrie 1997 | Unirea Alba Iulia | – | CSM Reșița            | 2:1        |
|                   | F.C. Baia Mare    | – | Argeș Pitești         | 0:2        |
|                   | Gloria Bistrița   | – | CF Chindia Târgoviște | 3:2 (d.p.) |
|                   | CS Metrom Brașov  | – | FCM Bacău             | 0:1        |
|                   | Gloria Buzău      | – | Universitatea Cluj    | 3:2        |
|                   | Dunărea Călărași  | – | Steaua București      | 1:3        |
|                   | Extensiv Craiova  | – | Petrolul Ploiești     | 1:0        |
|                   | Focșani           | – | Farul                 | 0:1 (d.p.) |
|                   | Corvinul          | – | Dinamo București      | 0:1        |
|                   | Gaz Metan         | – | Ceahlăul              | 1:0        |
|                   | Năvodari          | – | Rapid București       | 0:1        |
|                   | FC Bihor          | – | Jiul Petroșani        | 4:0        |
|                   | CSM Roman         | – | Oțelul Galați         | 2:5        |
|                   | Foresta Fălticeni | – | FCU Craiova           | 3:4 (pen.) |
|                   | Poli Timișoara    | – | Sportul Studențesc    | 1:2        |
| 19 noiembrie 1997 | CSM Câmpina       | – | FC Național           | 4:2 (pen.) |

## Optimi
| Data             | Oraș      | Echipă gazdă       |   | Echipă oaspete    | Rezultat |
| ---------------- | --------- | ------------------ | - | ----------------- | -------- |
| 2 decembrie 1997 | Ploiești  | Steaua București   | – | CSM Câmpina       | 3:1      |
| 3 decembrie 1997 | Brăila    | Oțelul Galați      | – | Gloria Buzău      | 6:0      |
|                  | Brașov    | Rapid București    | – | Gaz Metan         | 2:1      |
|                  | Brașov    | Sportul Studențesc | – | Gloria Bistrița   | 1:0      |
|                  | București | FCU Craiova        | – | Farul             | 5:2      |
|                  | Ploiești  | FCM Bacău          | – | Extensiv Craiova  | 3:1      |
|                  | Sibiu     | Dinamo București   | – | Unirea Alba Iulia | 2:0      |
|                  | Timișoara | Argeș Pitești      | – | FC Bihor          | 1:0      |

## Sferturi
| Data              | Oraș       | Echipă gazdă     |   | Echipă oaspete     | Rezultat   |
| ----------------- | ---------- | ---------------- | - | ------------------ | ---------- |
| 25 februarie 1998 | București  | Rapid București  | – | Sportul Studențesc | 1:0        |
|                   | Buzău      | Dinamo București | – | Oțelul Galați      | 1:0        |
|                   | Ploiești   | FCU Craiova      | – | FCM Bacău          | 2:1 (d.p.) |
|                   | Târgoviște | Argeș Pitești    | – | Steaua București   | 3:1 (pen.) |

## Semifinale
| Data           | Oraș           | Echipă gazdă    |   | Echipă oaspete   | Rezultat |
| -------------- | -------------- | --------------- | - | ---------------- | -------- |
| 25 martie 1998 | București      | Rapid București | – | Dinamo București | 2:1      |
|                | Râmnicu Vâlcea | FCU Craiova     | – | Argeș Pitești    | 1:0      |

## Finala
| 6 mai 1998 | Rapid București            | 1 – 0 | FCU Craiova | Stadionul Național, București Spectatori: 65.000 Arbitru: Marcel Lică (Constanța) |
| 6 mai 1998 | 67' (pen) Lucian Marinescu |       |             | Stadionul Național, București Spectatori: 65.000 Arbitru: Marcel Lică (Constanța) |

| RAPID BUCUREȘTI: |                  |         |
|                  |                  |         |
| P                | Bogdan Lobonț    |         |
| F                | Mugur Bolohan    |         |
| F                | Cristian Dulca   | (c)     |
| F                | Mircea Rednic    |         |
| F                | Nicolae Stanciu  | 78'     |
| F                | Ștefan Nanu      | 49' 73' |
| M                | Lucian Marinescu | 2'      |
| M                | Mario Bugeanu    | 27' 76' |
| M                | Daniel Iftodi    |         |
| A                | Marius Șumudică  | 64'     |
| A                | Daniel Pancu     | 64'     |
| Înlocuiri:       |                  |         |
| M                | Ovidiu Maie      | 64'     |
| A                | Cătălin Popa     | 64' 90' |
| A                | Zeno Bundea      | 76'     |
| Antrenor:        |                  |         |
| Mircea Lucescu   |                  |         |

| UNIVERSITATEA CRAIOVA: |                   |         |
|                        |                   |         |
| P                      | Tiberiu Lung      |         |
| F                      | Nicu Năstăsie     | 4' 69'  |
| F                      | Emil Săndoi       | (c)     |
| F                      | Tiberiu Curt      |         |
| F                      | Marius Iordache   |         |
| M                      | Silvian Cristescu | 62'     |
| M                      | Robert Vancea     | 73'     |
| M                      | Eugen Trică       |         |
| M                      | Cornel Frăsineanu | 71'     |
| A                      | Ionel Ganea       |         |
| A                      | Ionuț Luțu        | 71'     |
| Înlocuiri:             |                   |         |
| M                      | Valentin Suciu    | 62' 73' |
| M                      | Romulus Buia      | 71'     |
| A                      | Claudiu Niculescu | 71'     |
| Antrenor:              |                   |         |
| José Ramón Alexanko    |                   |         |